# Hôtel-de-Ville (quartier de Marseille)
Pour l’article homonyme, voir Hôtel de ville.
L'Hôtel-de-Ville est un quartier administratif de Marseille (France) situé sur la rive nord du Vieux-Port, dans le 2e arrondissement. Dans ce quartier sont situés l'hôtel de ville de Marseille, l'Hôtel-Dieu et le fort Saint-Jean. C'est dans ce quartier administratif qu'est inclus le quartier du Panier. Le quartier Saint-Jean qui en composait la majeure partie avant la seconde guerre mondiale fut dynamité en 1942 par les autorités allemandes.
Son nom occitan (la Lòtja), qui désigne dans cette langue les établissements administratifs de la municipalité phocéenne, se retrouve dans la dénomination de la « rue de la Loge ».

## Limites du quartier
Le quartier administratif de L'Hôtel-de-ville, au sens du décret no 46-2285 du 18 octobre 1946 qui a délimité les 111 quartiers de Marseille, est limitrophe de plusieurs quartiers des 1e et 2e arrondissements : Belsunce, La Joliette, Les Grands-Carnes et Opéra,.
Il est délimité au nord par les rues du Panier et des Belles Écuelles, à l'est, la rue de la République, et au sud et à l'ouest, le bassin du Vieux Port.

## Desserte
Le quartier est traversé par la ligne de métro   , elle dessert l'arrêt Vieux Port.
Le quartier est également desservi par les lignes de bus         de la RTM.